# Nationaal park Färnebofjärden
Het Nationaal park Färnebofjärden (Zweeds: Färnebofjärdens nationalpark) is een nationaal park in het oosten van Zweden. Het park ligt op de grens van de Zweedse provincies Uppsala län en Gävleborgs län. Het park is 101 km² groot en is gesticht in 1998. De rivier Dalälven komt in het natuurgebied uit.
Abisko · Ängsö · Åsnen · Björnlandet · Blå Jungfrun · Dalby Söderskog · Djurö · Färnebofjärden · Fulufjället · Garphyttan · Gotska Sandön · Hamra · Haparanda Skärgård · Kosterhavet · Muddus/Muttos · Norra Kvill · Padjelanta/Badjelánnda · Pieljekaise · Sånfjället · Sarek · Skuleskogen · Söderåsen · Stenshuvud · Stora Sjöfallet/Stuor Muorkke · Store Mosse · Tiveden · Töfsingdalen · Tresticklan · Tyresta · Vadvetjåkka